# ایلخچی
ایلخچی یکی از شهرهای استان آذربایجان شرقی است که در شهرستان اسکو  واقع شده‌است. ایلخچی با قرار گرفتن در جاده ترانزیتی شاهرگ اتصال  به استان‌ آذربایجان غربی به‌وسیله بزرگراه شهید کلانتری که از وسط دریاچه ارومیه می‌گذرد می‌باشد. ایلخچی از قطب‌های مهم تولید انواع محصولات کشاورزی در شهرستان اسکو به حساب می‌آید. 

## نام گذاری
ایلخچی مرکب از واژهٔ ایلخی و پسوند چی می‌باشد. ایلخی. (ترکی، اِ) رمه و گلهٔ اسبان. (غیاث) (آنندراج) (ناظم الاطباء). چارپایانی که آن‌ها را در صحرا برای چرا رها کنند. رمهٔ اسب. (فرهنگ فارسی معین). فسیله. سیله. یلخی. دستهٔ اسبان آزاد در مراتع. (یادداشت بخط مؤلف). و چی در ترکی پسوند نسبت شغلی است و دارنده و متصدی معنی می‌دهد. در نتیجه ایلخچی یعنی جایی که شغل مردم آن نگهداری و پرورش اسب باشد. البته اینکار در گذشته صورت می‌گرفته و تعداد افرادی که اکنون به پرورش و نگهداری اسب مبادرت می‌ورزند کم بوده ولی در سال‌های اخیر با گذشت سده‌ها پرورش اسب در این شهر دوباره رونق یافته‌است.

## مردم

### زبان
زبان بومی مردم این شهر ترکی آذربایجانی می‌باشد.

### دین
مردم شهر ایلخچی از مسلمانان شیعه ۱۲ امامی هستند.

## دانشگاه‌ها و مراکز علمی
عمده‌ترین مرکز آموزشی و علمی این شهر دانشگاه آزاد اسلامی ایلخچی با حدود ۲٬۰۰۰ نفر فارغ‌التحصیل و حدود ۲٬۰۰۰ نفر شاغل به تحصیل می‌باشد.

## محصولات
با موفقیت باغداری این شهر در کاشت، اصلاح و تکثیر کلزا، زعفران، زیره، پیاز، بادام، پسته و… در این شهر کاشت و برداشت می‌شود.
محصول کشاورزی به نام این شهر در گذشته پیاز بود و حتی این شهر با این محصول شناخته میشد، لیکن هم اکنون اغلب مردم این شهر از کاشت پیاز دست برداشته و به کشت سایر محصولات از جمله پسته روی آورده اند.

## جاذبه‌های گردشگری
- شاه چراغ به نقل از کتاب ایلخچی، نویسنده: غلامحسین ساعدی، اسفند 1342

یکی از جاذبه های گردشگری شهر ایلخچی بقعه شاه چراغ است. در کتاب ایلخچی از انتشارات دانشگاه، اثر غلامحسین ساعدی از بقعه شاه چراغ و بقعه نبی موسوی بعنوان جاذبه های گردشگری شهر ایلخچی یاد شده است.   
- اوزاخ‌پیر

زیارتگاه سید نبی موسوی یکی از نوادگان علی بن موسی (رضا) است و دومی منسوب است که در آن معجزه دیده شده‌است. مردم در مناسبت‌های مختلف آن جا جمع شده و خیرات می‌دهند و شمع روشن می‌کنند. جشن میلاد علی بن ابی طالب همه ساله در اوزاخ پیر برگزار می‌شود که مهمانان زیادی از تبریز و شهرهای اطراف برای شرکت در این مراسم به ایلخچی می‌آیند.
- گل‌مشک خاتون

یال ایلخچی

گل‌مشک خاتون یا گلمیش ننه، قبر زنی است که در نزدیکی روستای بیگلو در وسط دهانه دو دره زیبا واقع شده‌است که اهالی ایلخچی ارادت خاصی دارند و تفرجگاه اهالی در روزهای مختلف سال مانند روز ۱۳ بدر است ولی در سال‌های اخیر از رونق آن کاسته شده‌است.
- پیرآباد

یال ایلخچی

عمارت پیرآباد با نمایی زیبا و دست نخورده از خشت و سقف چوبی تشکیل شده و از آثار باقی‌مانده از دورهٔ قاجار است. عمارت پیرآباد از دیرباز مکانی برای تجمع و گردهمایی مردم بوده‌است و اهالی ایلخچی و روستاهای اطراف در اعیاد، مراسم و آیین‌های محلی در آنجا گرد هم می‌آیند. این بنا یکی از قدیمی‌ترین و زیباترین خانه‌های خشتی تاریخی شهر ایلخچی می‌باشد و از زمان‌های گذشته، زندگی در عمارت پیرآباد جریان داشته‌است.
این باغ و بنای آن ملک خصوصی نجف آقا دوم، از معتمدان مردم ایلخچی بوده‌است. چهار درخت قدیمی این خانه حدود ۱۲۵ سال پیش از روسیه به عمارت پیرآباد آورده شدند و اتاقی کنار مطبخ بعدها توسط نجفقلی آقا (طهماسب ویرانی) به مجموعه عمارت افزوده شد. عمارت پیرآباد از دو قسمت حوض‌خانه و بخش مسکونی تشکیل شده‌است. حوض‌خانهٔ آن علاوه بر حوض، سه فضای نشیمن در اطراف دارد. بخش مسکونی بنا شامل یک انباری، آشپزخانه و دالان ورودی در طبقه همکف و یک اتاق نشیمن و پیش ورودی آن نیز در طبقهٔ اول است.
قنات آب موجود در عمارت پیرآباد از دیگر بخش‌های این بناست. حوض سنگی هشت‌ضلعی این عمارت بسیار زیبا و دارای آب همیشه روانی است که از قنات باغ منشعب می‌شود. عمارت پیرآباد ایلخچی شهرستان اسکو در سال ۱۳۸۵ در فهرست آثار ملی به ثبت رسید.
- پارک ملت

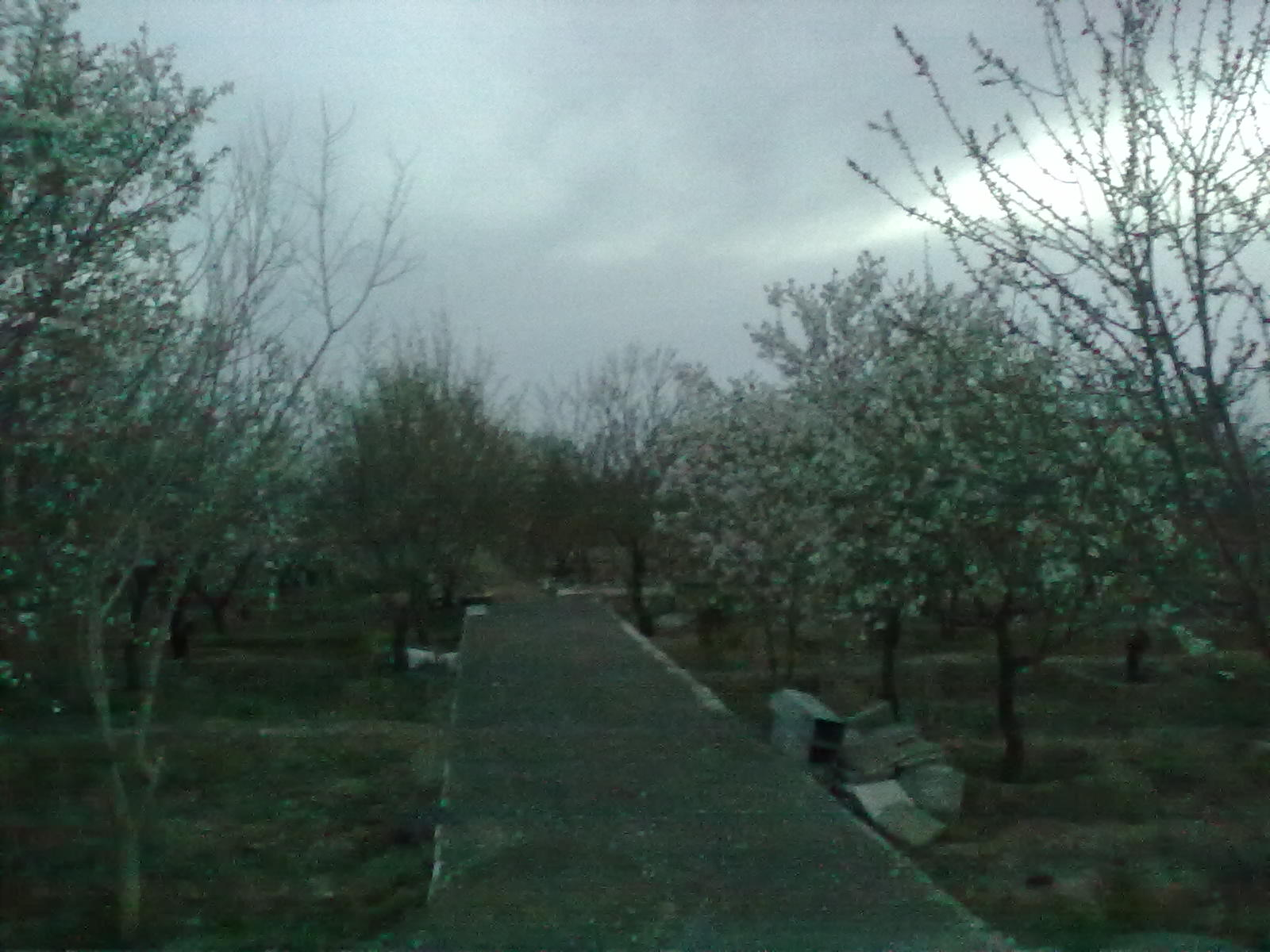
نمایی از شهر ویلا (تفرجگاه یال) در اوایل شب

پارک ملت یکی از جاهای دیدنی و محل استراحت افراد مسن و تفریح بازی‌های کودکان و محل نمایشگاه می‌باشد و صبح‌ها محل ورزش و نرمش دوستداران طبیعت است.
- تفرجگاه یال

باغات یال نیز یکی از تفرجگاه‌های زیبا که در ارتفاعات بالای شهر ایلخچی قرار دارد در بهار قدم زدن در کنار شکوفه‌های بادام باغات یال دل‌انگیز و روحبخش می‌باشد. اواخر فروردین و اوایل اردیبهشت ماه همه جا با گل‌های درختان بادام سفید پوش شده‌است و در میان درختان بادام درختان دیگری نیز از جمله سنجد، گردو، انگور، زردآلو و آلوچه و غیره در میان آن‌ها وجود دارد. در سال ۹۲ یک حلقه چاه دیگر برای آبیاری اراضی این تفرجگاه اضافه شده‌است تا مشکل کمبود آب رفع شود. از حیات وحش یال می‌توان به کبک، شاهین، سینه سرخ، خرگوش، روباه، شغال، سنجاب، آهو و … اشاره کرد. متأسفانه در فصولی از سال شکارچیان به شکار این حیوانات می‌پردازند.